# ملعب ليمبي
ملعب ليمبي هو ملعب كرة قدم متعدد الأغراض يستضيف مسابقات ألعاب القوى، يقع في ليمبي، الكاميرون، وتلعب فيه منتخباتها الوطنية. يتسع لجلوس 20,000 متفرج. تم وضع حجر الأساس للملعب في 2009. بدأ بناؤه في 2012 وافتتح في 26 يناير 2016.

## أهم الأحداث التي استضافها
- تصفيات كأس الأمم الأفريقية لكرة القدم 2017

## روابط خارجية
- Photo